# Murroe
Murroe, ufficialmente Moroe (in irlandese: Maigh Rua  che significa "pianura rossa"), è un villaggio nella contea di Limerick, in Irlanda.